# LIP×LIP
LIP×LIP（リップリップ）は、クリエイターチーム「HoneyWorks」がプロデュースする2人組男性バーチャルアイドルユニット。ミュージックレイン所属。

## 概要
キャラクターデザインは「HoneyWorks」関連でイラストを担当しているヤマコ。キャラクターボイスは内山昂輝、島﨑信長と声優がキャスティングされたが、バーチャルアイドルの設定のため声優本人は出演しない。ライブではCGデジタルモーションをスクリーンに投下した姿で行われる。
2016年12月17日に公開されたアニメ『好きになるその瞬間を。〜告白実行委員会〜』挿入歌「ロメオ」でスクリーンデビュー。
2017年2月20日「ロメオーN Edit－」がニコニコ動画で公開されると多くの反響を呼び、現時点で20万回再生されている。
2017年12月6日告白実行委員会のTVアニメ版『いつだって僕らの恋は10センチだった。』タイアップの両A面シングル「ノンファンタジー/必要不可欠」でメジャーデビュー。
2019年1月16日メジャーファーストアルバム「どっちのkissか、選べよ。」を発売。同年2月11日、17日に東京、大阪の初ワンマンライブ「LIP×LIP LIVE "first kiss" 〜どっちのkissか、選べよ。〜 」が開催された。
2020年12月25日 LIP×LIPの結成秘話が明かされる「LIP×LIP FILM×LIVE〜この世界の楽しみ方〜」が公開された。さらに涼海ひよりの楽曲「ヒロインたるもの!」が映像化。TVアニメ「ヒロインたるもの!〜嫌われヒロインと内緒のお仕事〜」が2022年4月7日から6月23日まで放送され、主題歌兼主役格となった。
2022年12月22日 出雲観光大使に就任が決定。観光大使の仕事として、出雲市のタイアップ企画「ヒロインたるもの！～LIP×LIPと縁結びのお仕事～in出雲」が決定し、出雲市を訪れる新作エピソードのボイスコミックの制作や、 Locatone（ロケトーン）を使用したLIP×LIPと巡る出雲市周遊ツアーが開催された。
2024年12月6日 HoneyWorksデビュー10周年企画  『 Honey 10 Works 』 （ハニーテンワークス） 第6段として、約6年ぶりとなる2ndワンマンライブ「LIP×LIP LIVE "ジュリエッタとの契約" ～永遠に解けないkissの魔法～ 」の開催決定が発表された。開催日は2025年3月1日、会場は東京・豊洲PIT。

## ストーリー上の設定
染谷勇次郎と柴崎愛蔵はひょんなことからハニーワークス主催の男性アイドルオーディションに参加する。グランプリに選ばれるとソロデビューしたうえ、4thアルバムに楽曲が収録されるという。厳正なる審査の結果、グランプリには勇次郎と愛蔵が選ばれ、コンビを組んでアイドルデビューすることとなった。

## メンバー
染谷 勇次郎（そめや ゆうじろう）
声 - 内山昂輝
メイン楽曲はロメオ、ノンファンタジー、必要不可欠、月の姫、恋をしよう、リペイント、夢ファンファーレ、やっぱ最強！、チョコカノ、ホワイトデーキッス。「恋色に咲け」のラストシーンとアルバム「何度だって、好き。」のボイスコミックにも登場。
2月22日（魚座）のB型。前髪がアシンメトリーの少年。メインカラーは青。アイドル活動してるせいか人当りは良いがどこか冷たい印象がある。高校入学直前に警察に補導されたことがあり、その場面をひよりに目撃されている。父親の染谷玉五郎とは、血の繋がりがないが、稽古に参加していた。しかし父親からは「お前には華がない」と告げられ自分に自信をなくしてしまった。
柴崎 愛蔵（しばさき あいぞう）
声 - 島﨑信長
メイン楽曲はロメオ、ノンファンタジー、必要不可欠、月の姫、恋をしよう、リペイント、夢ファンファーレ、やっぱ最強！、チョコカノ、ホワイトデーキッス。「生意気ハニー」のワンシーン、アルバム「何度だって、好き。」のボイスコミックにも登場。
2月22日（魚座）のA型。長めの金髪を一つ結びしている長身の少年。メインカラーは黄色。勇次郎とユニット「LIP×LIP」としてアイドル活動している。高校生だが、かなり大人びている。告白実行委員会シリーズの柴崎健の弟。小学生のころから歌が好きで、よく歌っていたが離婚した事で酒に溺れていた母親からはうるさいと煙たがれた過去がある。

## CD一覧

### メジャー

#### 同人CD（ボーカロイド歌唱）
|   | 発売日         | タイトル                      |
| - | -------------- | ----------------------------- |
| 1 | 2017年8月11日  | ジャッジ☆/月の姫              |
| 2 | 2017年12月29日 | チョコカノ/ホワイトデーキッス |

## ミュージックビデオ一覧
- 特筆しない限りは投稿動画先はニコニコ動画またはYouTube。
- 収録アルバムに記載がないものは各音楽配信サイトにて配信。
- Full Throttle4 feat. LIP×LIPの楽曲を含む。

| 曲名                                 | イラスト                          | 動画制作                          | 公開日                       | 収録アルバム                                                                                                 |
| ------------------------------------ | --------------------------------- | --------------------------------- | ---------------------------- | --- |
| ロメオ 〜N. Edit〜                   | ヤマコ                            | ヤマコ                            | 2017年2月20日                | どっちのkissか、選べよ。                                                                                     |
| ノンファンタジー                     | ヤマコ                            | ヤマコ                            | 2017年12月1日                | どっちのkissか、選べよ。                                                                                     |
| 必要不可欠 〜N. Edit〜               | ヤマコ                            | ヤマコ                            | 2017年12月9日                | どっちのkissか、選べよ。                                                                                     |
| 恋をしよう                           | ヤマコ                            | 実写動画                          | 2013年4月9日                 | どっちのkissか、選べよ。                                                                                     |
| 夢ファンファーレ                     | ヤマコ                            | ヤマコ                            | 2018年10月7日                | どっちのkissか、選べよ。                                                                                     |
| 小さなライオン feat.南（ふてニャン） | モゲラッタ                        | モゲラッタ                        | 2018年11月1日                | どっちのkissか、選べよ。                                                                                     |
| やっぱ最強！                         | ヤマコ                            | ヤマコ                            | 2019年1月14日                | どっちのkissか、選べよ。                                                                                     |
| ロデオ 〜N.mix〜                     | りゅうせー                        | りゅうせー                        | 2019年1月22日                | どっちのkissか、選べよ。                                                                                     |
| チョコカノ -N.mix-                   | ふらっぐす、ヤマコ                | ふらっぐす                        | 2019年2月13日 (YouTubeのみ)  | どっちのkissか、選べよ。                                                                                     |
| この世界の楽しみ方 -N.edit-          | ヤマコ                            | ヤマコ                            | 2020年12月18日               | |
| LOVE&KISS -N.edit-                   | ヤマコ                            | ヤマコ                            | 2020年12月25日               | |
| Yellow song by 愛蔵                  | ヤマコ 2020 LIP×LIP Movie Project | ヤマコ 2020 LIP×LIP Movie Project | 2020年12月28日 (YouTubeのみ) | 好きすぎてやばい。〜告白実行委員会キャラクターソング集〜                                                     |
| 青華 song by 勇次郎                  | ヤマコ 2020 LIP×LIP Movie Project | ヤマコ 2020 LIP×LIP Movie Project | 2020年12月29日 (YouTubeのみ) | 好きすぎてやばい。〜告白実行委員会キャラクターソング集〜                                                     |
| 他のやつにいくなんてさ by勇次郎      | ヤマコ                            | えるいー                          | 2021年8月29日 (YouTubeのみ)  | 生まれてきたことに感謝しなさい！                                                                             |
| ジュリエッタ                         | ヤマコ                            | えむめろ                          | 2022年6月23日                | ・ジュリエッタ（シングル） ・生まれてきたことに感謝しなさい！                                                |
| 青ヘ                                 | ヤマダ                            | えるいー                          | 2022年6月16日 (YouTubeのみ)  | ・ジュリエッタ（シングル） ・生まれてきたことに感謝しなさい！                                                |
| 新時代／Full Throttle4 feat.LIP×LIP  | ジワタネホ                        | えむめろ                          | 2022年8月28日                | ・ヒロインたるもの！〜嫌われヒロインと内緒のお仕事〜 BD・DVD第一巻 特典CD                                    |
| 俺なしじゃ生きていけない？ by愛蔵    | ヤマコ                            | えるいー                          | 2022年12月22日               | ・ヒロインたるもの！〜嫌われヒロインと内緒のお仕事〜 BD・DVD第一巻 特典CD ・生まれてきたことに感謝しなさい！ |
| 許してサンタさん                     | たまやい                          | えるいー                          | 2023年12月22日               | 生まれてきたことに感謝しなさい！                                                                             |
| 推しの魔法                           | モゲラッタ                        | モゲラッタ                        | 2024年3月1日                 | 生まれてきたことに感謝しなさい！                                                                             |
| A.B.SECRET                           | ∀ir                               | Kanata                            | 2024年3月8日                 | 生まれてきたことに感謝しなさい！                                                                             |
| ホワイトデーキッス                   | 芹田ジョン                        | えるいー                          | 2024年3月14日                | 生まれてきたことに感謝しなさい！                                                                             |
| めおと                               | 縞                                | SING                              | 2024年3月22日                | 生まれてきたことに感謝しなさい！                                                                             |
| ラストステージ                       | ヤマコ                            | えむめろ                          | 2024年4月26日                | 生まれてきたことに感謝しなさい！                                                                             |
| 弟には秘密 feat.染谷勇次郎           | のれん                            | えるいー                          | 2024年5月17日                | |
| 母親って feat.柴崎愛蔵               | 瓜うりた                          | Tranquillio                       | 2024年5月24日                | |
| HALLOWEEN KISS                       | 芹田ジョン                        | ひなのすけ                        | 2024年10月18日               | |
| 僕らは愛に恋して生きる               | 秋鷲                              | ひなのすけ（上嶋ハルキ）          | 2025年1月7日                 | |
| 表情管理テスト                       | 芹田ジョン、TMK                   | えにえと                          | 2025年7月25日                | |

## タイアップ
| 楽曲                                             | タイアップ                                                                          | 時期   |
| ------------------------------------------------ | ----------------------------------------------------------------------------------- | ------ |
| ロメオ                                           | アニメ映画『好きになるその瞬間を。〜告白実行委員会〜』挿入歌                        | 2016年 |
| ノンファンタジー                                 | テレビアニメ『いつだって僕らの恋は10センチだった。』オープニングテーマ              | 2017年 |
| 必要不可欠                                       | テレビアニメ『いつだって僕らの恋は10センチだった。』挿入歌                          | 2017年 |
| 恋をしよう                                       | 恋する肌キュン movie 第3弾 byロート製薬「肌ラボR」 キャンペーンソング               | 2018年 |
| 夢ファンファーレ                                 | テレビアニメ『走り続けてよかったって。』オープニングテーマ                          | 2018年 |
| リペイント                                       | テレビ東京系列『青春高校3年C組』エンディングテーマ                                  | 2018年 |
| 小さなライオン feat.南(ふてニャン／CV：豊永利行) | Y!mobile キャンペーンソング                                                         | 2018年 |
| やっぱ最強！                                     | 商業高校フードグランプリ2019テーマソング                                            | 2019年 |
| LOVE&KISS                                        | アニメ映画『LIP×LIP FILM×LIVE〜この世界の楽しみ方〜』オープニングテーマ             | 2020年 |
| この世界の楽しみ方                               | アニメ映画『LIP×LIP FILM×LIVE〜この世界の楽しみ方〜』エンディングテーマ             | 2020年 |
| ジュリエッタ                                     | テレビアニメ『ヒロインたるもの!〜嫌われヒロインと内緒のお仕事〜』オープニングテーマ | 2022年 |
| 青へ                                             | テレビアニメ『ヒロインたるもの!〜嫌われヒロインと内緒のお仕事〜』挿入歌             | 2022年 |
| 僕らは愛に恋して生きる                           | テレビアニメ『魔法使いの約束』エンディングテーマ                                    | 2025年 |

## カバーしたアーティスト

### ロメオ
- 浦島坂田船
  - アルバム「V-enus」収録 2018年7月4日
- ハロー、ハッピーワールド!
  - アプリゲーム『バンドリ! ガールズバンドパーティ!』ゲーム内配信楽曲 アルバム『バンドリ！ ガールズバンドパーティ！ カバーコレクション Vol.1』収録 2018年6月27日 歌：弦巻こころ（伊藤美来）＆瀬田薫（田所あずさ）